# (2339) Anacreon
(2339) Anacreon (2509 P-L) – planetoida z pasa głównego asteroid okrążająca Słońce w ciągu 4,02 lat w średniej odległości 2,53 au. Odkryta 24 września 1960 roku.